# Annibale De Faveri
Annibale De Faveri (Farra di Soligo, 17 febbraio 1951 – Belluno, 3 agosto 2013) è stato un ciclista su strada italiano, professionista dal settembre 1973 al 1977.

## Palmarès
- 1974 (Bianchi, una vittoria)

4ª tappa Giro di Puglia (Foggia > Altamura)

## Piazzamenti

### Grandi Giri
- Giro d'Italia

1977: 105º

### Classiche monumento
- Milano-Sanremo

1974: 26º
1977: 125º